# Astronomía aborigen australiana
La astronomía aborigen australiana es la parte de la cultura aborigen australiana relacionada con los hechos astronómicos, como el Sol y la Luna, las Estrellas, los planetas, y la Vía Láctea, y sus movimientos en el firmamento. Dado que la cultura aborigen australiana es la más antigua de las civilizaciones aún continuadas, se ha dicho que los aborígenes australianos bien podrían haber sido los primeros astrónomos de la historia.
Algunos grupos de Aborígenes australianos utilizan los movimientos de los cuerpos celestiales como calendario. A menudo se atribuyen significados religiosos o mitológicos a los fenómenos astronómicos y a los cuerpos celestiales. Hay mucha diversidad de tradiciones astronómicas en Australia, cada una con su particular expresión cosmológica. Sin embargo, parece haber líneas comunes entre los distintos grupos.

## Interpretando el cielo

### El Emú en el firmamento
Una tradición muy extendida en Australia es la del "Emú en el firmamento", una constelación definida por nebulosas oscuras (nubes opacas de polvo y gas del espacio exterior), visible como contraste sobre el fondo de la Vía Láctea más que por formaciones de estrellas. La cabeza del emu es la muy oscura Nebulosa Saco de Carbón, cercana a la Cruz del Sur. El cuerpo y las patas serían otras nubes oscuras a lo largo de la Vía Láctea en dirección hacia Scorpio.
En el norte de Sídney, en el Kuringai National Park, hay numerosos grabados en roca del Pueblo Guringai, que en la actualidad sigue viviendo en la zona. Estos gravados incluyen representaciones del Héroe-creador Daramulan y su esposa-emú. Un grabado cerca del camino Elvina muestra un emú en la misma postura y orientación que la constelación del "Emú del firmamento". Durante las tardes de otoño, el Emú del firmamento pasa justo por frente de su retrato en piedra, en el momento exacto en que se ha de realizar la recogida de huevos de emú. No obstante, para el pueblo Wardaman, la nebulosa Saco de Carbón representa la cabeza de un hombre de leyes.

### La Canoa en Orión
El pueblo yolngu del norte de Australia dice que la constelación de Orión, que ellos llaman Julpan, es una canoa. Cuentan la historia de tres hermanos que fueron a pescar, y uno de ellos comió un pez que estaba prohibido por su ley. Viendo esto, el Sol se llevó a los tres hermanos y a la canoa al cielo. Las tres estrellas en el centro de la constelación, que forman el cinturón de Orión en la mitología occidental, son los tres hermanos, la nebulosa de Orión por encima de ellos es el pez prohibido, y las estrellas brillantes Betelgeuse y Rigel son la proa y la popa de la canoa. Este es un ejemplo de las leyendas astronómicas que cimientan los códigos éticos y sociales que utilizan los habitantes de esta tierra.

### Las Pléyades
Las Pléyades también aparecen en los Sueños de varios grupos aborígenes. Por ejemplo, en la región del desierto central, se dice que son siete hermanas que huyen del acoso de un hombre representados por las estrellas de Orión. La similitud con el mito griego se cree que es pura coincidencia, pues no existen evidencias de una conexión cultural entre ambos pueblos.

### La Vía Láctea y otras estrellas
Cuando un miembro de los yolngu muere, es llevado por una canoa mística, Larrpan, a la isla de los espíritus (Baralku) en el cielo, donde se pueden ver sus hogueras o barbacoas encendidas todo a lo largo del gran río de la Vía Láctea. La canoa es enviada de vuelta en forma de estrella fugaz, haciendo saber a su familia que ha quedado en la tierra que ha tenido un viaje seguro hasta la isla de los espíritus.
El pueblo boorong ve en la Cruz del Sur un pósum subido a un árbol.

### El Sol y la Luna
Muchas tradiciones tienen historias sobre un Sol femenino y una Luna masculina.
Los yolngu dicen que Walu, el Sol-mujer, enciende un pequeño fuego cada mañana, que nosotros vemos como el alba. Ella se pinta con ocre rojo, parte del cual se derrama en las nubes, creando el amanecer. Después enciende una antorcha y la transporta a lo largo del cielo, de este a oeste, creando la luz del día. Al final de su viaje, mientras desciende del cielo, algunas de sus pinturas de ocre rozan con las nubes, creando el atardecer. A continuación apaga la antorcha y durante la noche viaja por debajo de la tierra hacia su campamento del Este.
Los yolngu también cuentan que Ngalindi, la Luna-hombre, fue una vez joven y delgado (la luna nueva), pero hizo el vago y engordó (la luna llena). Sus mujeres le cortaron en pedazos con sus hachas (la luna menguante). Para escapar trepó a un árbol alto hacia el Sol, pero acabó muriendo por las heridas producidas. Después de permanecer muerto por tres días, revivió para repetir el ciclo, y continúa haciéndolo hasta nuestros días. Los yolngu también asocian la luna a las mareas. Los Kuwema del Territorio del Norte dicen que engorda cada luna llena a base de devorar los espíritus de aquellos que desobedecen las leyes tribales, cosa que de nuevo ocurre constantemente desde que se recuerda.

### Eclipses
Los warlpiri cuentan que un eclipse solar es un Sol-mujer que se oculta detrás de una Luna-hombre mientras hacen el amor. Esta explicación es comparatida por otros grupos como los wirangu. Por otro lado, un eclipse lunar es causado cuando la Luna-hombre es perseguido y acorralado por el Sol-mujer. En el Parque Nacional Kuringai hay varios grabados de formas crecientes, con afilados cuernos apuntando hacia abajo, y debajo de ese dibujo hay uno de un hombre frente a una mujer. Mientras que la forma creciente ha sido interpretada por muchos investigadores como un boomerang, algunos argumentan que es más fácilmente interpretado como un eclipse solar, con explicación del mito del hombre-luna y la mujer-sol debajo.

### Venus
El amanecer de Venus inicia una importante ceremonia para los yolngu, a la que le llaman Barnumbir ("Estrella de la mañana"). Se reúnen después del atardecer esperando la salida del planeta. A medida que se acerca, en las primeras horas antes del amanecer, los yolngu dicen que lleva detrás de ella una cuerda de luz atada a la isla de Baralku en la tierra, y que a lo largo de esta cuerda, y con la ayuda de un bastón ceremonial, la gente puede comunicar con sus seres queridos ya fallecidos, mostrándoles que todavía les aman y recuerdan.

## Calendarios astronómicos
Los calendarios aborígenes suelen ser más complejos que los calendarios occidentales. Muchos grupos del norte de Australia usan un calendario de seis estaciones, y algunos grupos definen las estaciones según las estrellas que son visibles durante las mismas. Para el pueblo Pitjantjatjara, por ejemplo, la aparición de las Pléyades al alba (en mayo) marca el comienzo del invierno.
Existen muchas historias donde el orto helíaco o la posición de las estrellas y constelaciones sirven para decir a los aborígenes australianos cuándo es el momento de desplazarse a otro lugar o buscar otra fuente de comida.
El pueblo Boorong de Victoria saben que cuando la constelación del Faisán (Lyra) desaparece en octubre, para "sentarse con el sol", es el momento de buscar sus huevos en los nidos que éstos hacen bajo tierra. Otros grupos saben que cuando Orión aparece por primera vez en el cielo, los cachorros de Dingo están a punto de nacer. Cuando Scorpius aparece, los Yolngu saben que los pescadores de Macasar llegarán pronto para pescar pepinos de mar.
No es conocido hasta qué punto los aborígenes estaban interesados en los precisos movimientos del sol, la luna, planetas o estrellas. Sin embargo, se ha sugerido que las alineaciones de rocas en Victoria, como la Wurdi Youang cerca de Little River, podrían haber sido usadas para seguir los equinoccios y solsticios. La disposición de rocas está alineada con la puesta de sol en los equinoccios y solsticios, pero actualmente se desconoce se fecha de creación.
También existen grabados en rocas hechos por el pueblo Nganguraku en Ngaut Ngaut, los cuales, de acuerdo con la tradición oral, representan ciclos lunares. Desafortunadamente, la mayor parte de la cultura Nganguraku (incluyendo su lenguaje) ha sido perdida debido a la represión de los misioneros cristianos de finales del siglo XIX y principios del siglo XX.

## En el arte contemporáneo
Una gran parte del arte aborigen contemporáneo incorpora una temática astronómica, reflejando así elementos astronómicos de la cultura a la que pertenece el artista. Buenos ejemplos son los de Gulumbu Yunupingu, Bill Yidumduma Harney, y Nami Maymuru, los cuales han sido galardonados o finalistas en los premios Telstra de arte aborigen. En 2009 una exposición de arte indígena astronómico, llamada Ilgarijiri, fue inaugurada en el AIATSIS en Canberra en conjunción con un simposio sobre astronomía aborigen.
Otros pintores contemporáneos incluyen a las hijas del último Clifford Possum Tjapaltjarri, quien tiene Las Siete Hermanas como uno de sus Sueños. Gabriella Possum y Michelle Possum pintan los Sueños de las Siete Hermanas en sus cuadros, las cuales heredaron este sueño a través de su línea materna.